# Queen Christina
Queen Christina is een Amerikaanse dramafilm uit 1933 onder regie van Rouben Mamoulian. De film werd destijds in Nederland en Vlaanderen uitgebracht onder de titel Koningin Christina.

## Verhaal
Prinses Christina van Zweden komt op jonge leeftijd op de troon, wanneer haar vader sneuvelt tijdens de Slag bij Lützen in de Dertigjarige Oorlog. Eenmaal volwassen gaat ze haar eigen weg en wil vrede, tegen de zin van haar adviseurs. Zij trekt in mannenkleren het land door. Christina wordt onder druk gezet om te trouwen met haar neef, een gevierde legeraanvoerder, maar Christina wordt verliefd op de Spaanse ambassadeur. Zij doet op 28-jarige leeftijd vrijwillig troonsafstand om zich te bekeren tot het katholicisme, maar het komt niet tot een huwelijk.

## Rolverdeling
| Acteur                 | Personage          |
| ---------------------- | ------------------ |
| Greta Garbo            | Christina          |
| John Gilbert           | Antonio            |
| Ian Keith              | Magnus             |
| Lewis Stone            | Oxenstierna        |
| Elizabeth Young        | Ebba Sparre        |
| C. Aubrey Smith        | Aage               |
| Reginald Owen          | Karel              |
| George Renavent        | Franse ambassadeur |
| David Torrence         | Aartsbisschop      |
| Gustav von Seyffertitz | Generaal           |
| Ferdinand Munier       | Herbergier         |